# Paul Monaghan (homme politique)
Paul William Monaghan (né le 11 novembre 1965) est un homme politique du Parti national écossais (SNP) qui est député de Caithness, Sutherland et Easter Ross de 2015 à 2017.

## Jeunesse et carrière
Monaghan est né à Montrose, avant de déménager à Inverness à l'âge de deux ans avec sa famille. Il fait ses études à la Royal Academy d'Inverness et à l'Université de Stirling, où il obtient un baccalauréat spécialisé en psychologie et sociologie et un doctorat en politique sociale. Il est membre diplômé de la British Psychological Society et membre de l'Institute of Leadership and Management.
Au milieu des années 1990, il travaille dans sa maison de soins familiale, la maison résidentielle Balmoral Lodge Eventide à Strathpeffer. La maison de soins est radiée en juin 1995 . Auparavant, plusieurs des vingt membres du personnel étaient partis ou avaient été suspendus avant de porter plainte . La police a enquêté sur une plainte et publié une déclaration selon laquelle rien de nature criminelle n'avait été révélé .
Monaghan est employé comme chef de la planification et du développement à la police du Nord. En 2008, il est détenu pendant quelques heures dans le cadre d'une enquête sur un e-mail interne, soupçonnant Monaghan d'avoir été impliqué dans la diffusion d'un questionnaire en réponse à un examen interne qui cherchait à réduire les zones divisionnaires de huit à trois. Après six ans de travail pour la force, cela provoque sa démission.
Avant son élection à la Chambre des communes, il est administrateur du Highland Homeless Trust. Monaghan est membre du conseil d'administration de l'UHI North Highland College.
Monaghan rejoint le Scottish National Party en 1994 et occupe des postes au sein de leur branche Wester Ross.

## Carrière parlementaire
Il est élu à la Chambre des communes en 2015, avec 15 831 voix et 46,3 % des suffrages exprimés, battant le député libéral-démocrate sortant John Thurso par 3 844 voix.
Après son élection en 2015, Monaghan soutient deux campagnes défendues par la Ligue contre les sports cruels (LACS).
En avril 2016, Monaghan souligne le manque de transparence accordé par le gouvernement britannique concernant les plans de transport de matières nucléaires dangereuses qui pourraient être utilisées pour des armes nucléaires, de l'Écosse aux États-Unis.
Au cours de sa première année de mandat, il dépose cinquante-six premières motions au Parlement, le nombre le plus élevé soumis par un député au cours de cette période.
En 2017, Monaghan perd son siège au profit du candidat libéral-démocrate Jamie Stone aux élections législatives du 8 juin, par 2 044 voix.

## Vie privée
Monaghan vit à Contin, dans le comté de Ross, avec sa femme et sa fille.